# Jesús Calleja
Jesús González Calleja (Fresno de la Vega, León, 11 de abril de 1965) es un montañero, aventurero y presentador español.
Ha ascendido el monte Everest (8848 m) y las Siete Cumbres (las montañas más altas de cada continente, de Norteamérica y la Antártida).
Es piloto de avioneta y helicóptero Robinson R44.
Presenta programas documentales, como
Volando voy,
Calleja en el espacio y
Planeta Calleja, en el canal Cuatro, y con Zanskar, productora de la que es propietario junto a María Ruiz Calzado.
El 25 de febrero de 2025 realizó un viaje espacial de la mano de la compañía Blue Origin, a bordo de la nave espacial New Shepard, formando parte de la misión NS‑30, convirtiéndose en el primer turista espacial español de la historia y el tercer español en viajar al espacio tras Miguel López‑Alegría y Pedro Duque.

## Los primeros años
Nacido el 11 de abril de 1965 en la localidad leonesa de Fresno de la Vega, pasando también parte de su infancia en Villanueva del Condado. Jesús Calleja es el segundo hijo de Julián y María Jesús. De pequeño, su padre le leía sobre las expediciones de Edmund Hillary al monte Everest, de Ernest Shackleton a la Antártida, y de otros aventureros como Roald Amundsen, Robert Peary o Robert Falcon Scott.
Pronto se enamoró de la montaña; de pequeño, mientras que su padre y su hermano pescaban, él prefería explorar los montes echándosele más de una vez la noche encima, teniendo que organizarse alguna batida para encontrarle.

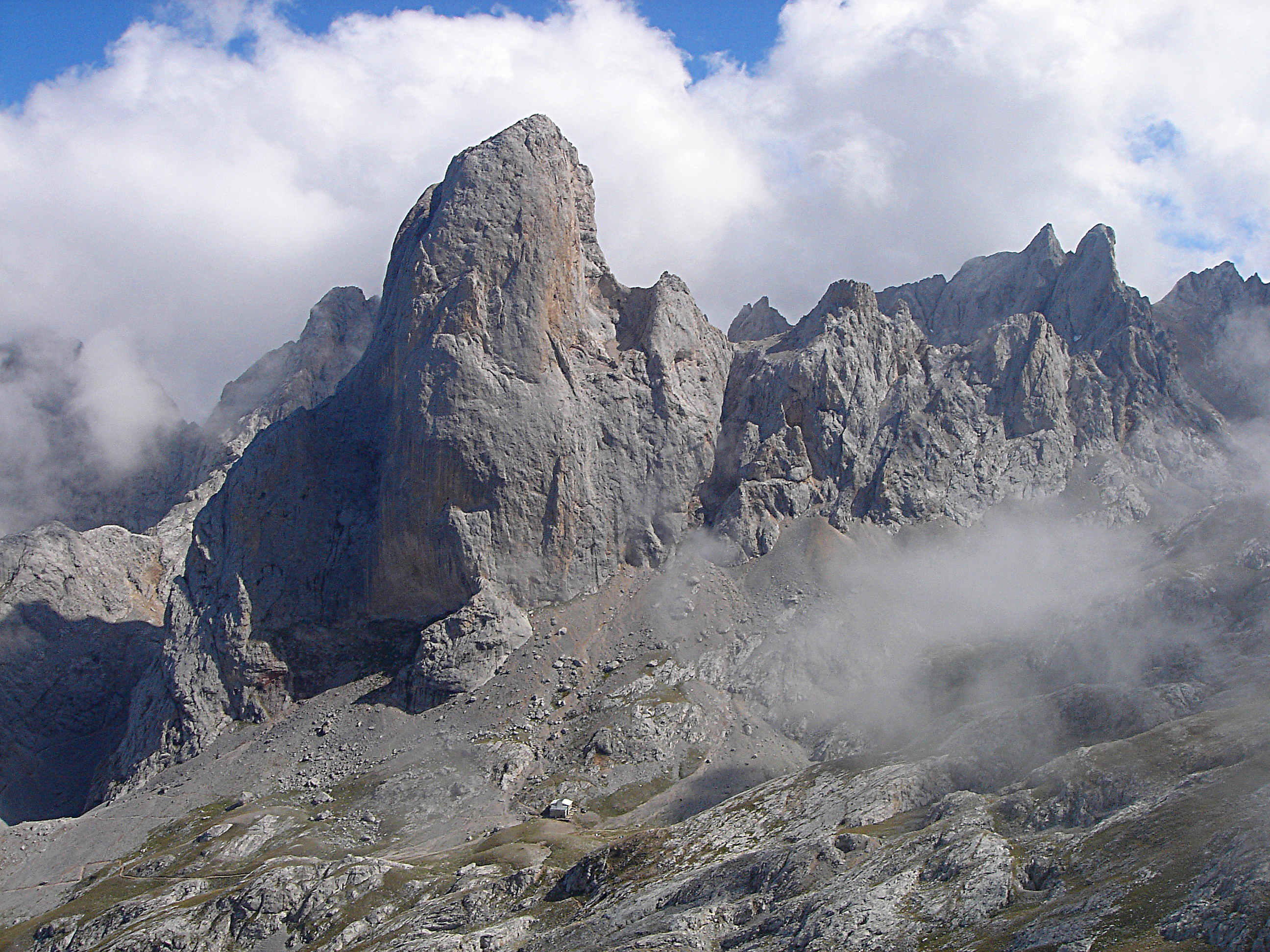
Cara oeste del Picu Urriellu

Su pasión por la escalada comenzó en el tren de Matallana en el que viajaba con trece años para disfrutar de las montañas de León (en lugares como Aviados, Pedrosa o Vegacervera), como Peña Ubiña, donde probó sus primeras paredes.
Luego llegó el Picu Urriellu, donde ha escalado cinco vías diferentes en la cara oeste, incluida la Directísima.
A los 21 años hizo su primera visita al Himalaya.
Durante un tiempo trabajó en su tierra natal como peluquero, como la mayoría de su familia, ganando además un campeonato nacional de peluquería masculina, celebrado en Burgos.
Más tarde fue copropietario de la tienda familiar de automóviles que regentaba su hermano menor, Kike Calleja. Compaginó esos trabajos con el de guía en expediciones por el Himalaya y los Alpes, durante 16 años, Eso le permitió, el pico Stok Kangri (6150 m), el Randung-Go (6000 m) o el bautizado por él como pico León (6300 m), así como intentar escalar el Labuche Kang II (7072 m). Su relación con Nepal, cuya lengua domina, es intensa, pues ha viajado allí en más de 60 ocasiones.
Todo lo que ganaba como guía lo invertía en otras expediciones como descender en balsismo el río Zambeze, convivir con los nativos de Nueva Guinea, aprender a pilotar avionetas, etc.

## Inicios como profesional
A los 37 años decidió dar un vuelco a su vida, abandonando todo por la montaña. En 2003 intentó su primer ochomil, el Cho Oyu; sin porteadores ni oxígeno y montando él mismo sus propios campamentos. Le acompañaban también Juanito Oiarzabal y Manuel Caballero y, si bien Juanito consiguió alcanzar la cima, Jesús y Manuel no pudieron debido al mal tiempo. Al año siguiente, 2004, lo volvió a intentar con la ayuda de un sherpa y sin oxígeno, y logró ascender los 8201 metros del Cho Oyu.
Ese año coronó una montaña virgen de más de 6000 metros en el valle del río Zanskar, en Ladakh, en el Tíbet indio, que fue bautizada con el nombre de Madrid por la paz, en homenaje a las víctimas del 11-M.
La expedición se pudo seguir en tiempo real a través de su página web.

## Ascenso al Everest

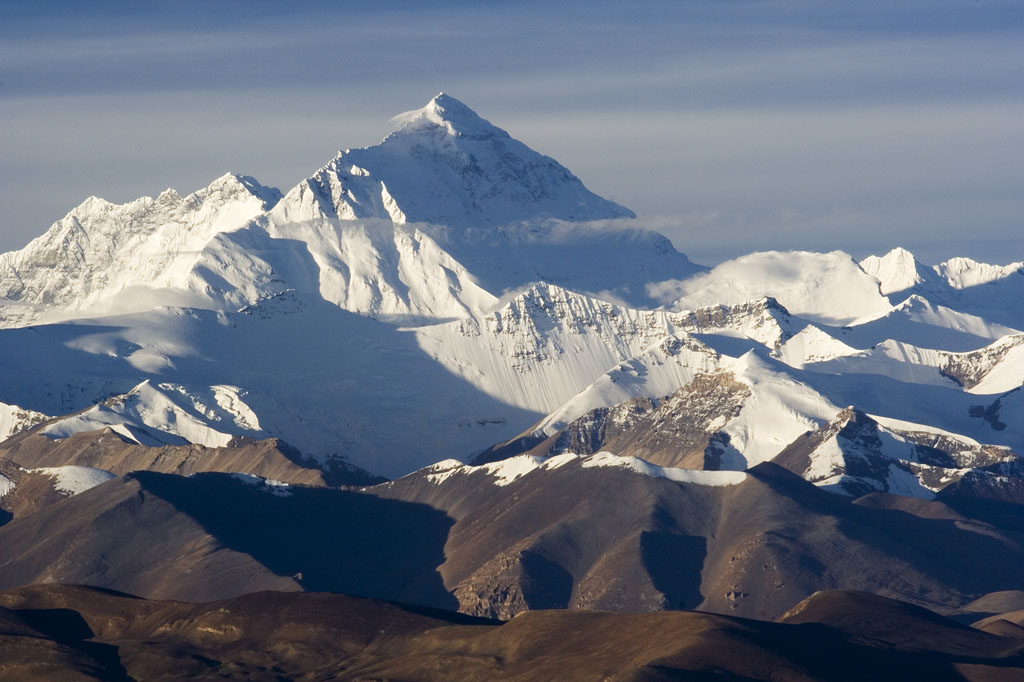
Cara norte del monte Everest

En 2005 se propuso subir el monte Everest, un sueño que tenía desde niño, cuando su padre le leía historias sobre él.
Para ello se entrenó ascendiendo una cumbre inexplorada, a la que llamó León 16 de febrero, en la cordillera Darwin (Chile) con una expedición que él lideraba. Luego se dirigieron al helado sur para escalar el Cerro Torre y el monte Fitz Roy, en la frontera entre Argentina y Chile.
En paralelo buscó despertar el interés de instituciones públicas y empresas privadas, logrando el patrocinio del Ayuntamiento de León, la Diputación Provincial de León, la Junta de Castilla y León y una empresa de reciclaje.
Finalmente, en abril del mismo año viajó hasta Nepal para acometer el ascenso. Hizo la subida por la cara sur en compañía de un sherpa y con la ayuda de oxígeno (aunque inicialmente tenía idea de subir en solitario y sin oxígeno). El 30 de mayo hizo cumbre, siendo el primer español en subir ese año por dicha cara sur. Días antes, la asturiana Rosa Fernández lo había logrado por la cara norte en una temporada excepcionalmente mala.
Cuando estaba en la cima llamó a su padre a través del teléfono vía satélite y reconoce que apenas hablaron porque ambos se pusieron a llorar.
Su ascenso con oxígeno provocó algunas críticas pero Jesús se defendió alegando que no había nacido con la virtud que había que tener para aguantar allí arriba sin oxígeno, pero que no por ello era mejor o peor que otro alpinista.

## Las Siete Cumbres y «Desafío Extremo»
Descendiendo del Everest, se le ocurrió una idea. Pensó que si encadenaba una serie de expediciones no tendría que condicionarse a buscar dinero cada vez que quisiera hacer una, así que consiguió que los mismos patrocinadores que le apoyaron en el Everest lo hicieran con Desafío Extremo. Nuevo proyecto con el que pretendía alcanzar las Siete Cumbres (las más altas de cada continente, las cuales culminó en 2008), así como coronar algún ochomil más, realizar una travesía por el Polo Norte y participar en el Rally de los Faraones, y en el Rally París-Dakar, grabándolo todo él mismo con su cámara en tan sólo dos años.
Así, en 2006 ascendió al Macizo Vinson, la pirámide de Carstensz, el monte Denali y el Lhotse. Con las grabaciones de sus expediciones recorrió todas las cadenas de televisión de España.
Por fin, en 2007, Cuatro se interesó por el proyecto y Jesús Calleja conseguía su propio programa documental, Desafío extremo.
Tras el acuerdo sus expediciones se vieron reforzadas con el apoyo de la cadena y desde entonces siempre le acompaña un cámara, el también leonés Emilio Valdés, y uno de sus mejores amigos.
Poco después de haberse presentado el programa en Cuatro, Calleja sufrió un accidente en moto, entrenando en Marruecos para el Rally de los Faraones. Canceló un viaje previsto al Polo Norte pero, pese a los consejos médicos, cambió de planes y decidió subir el Kilimanjaro (que ya había ascendido en 1991). Sin haberse recuperado del todo de sus lesiones participó en el Rally de los Faraones, acabando en 46ª posición.
En 2008, José Luis Rodríguez Zapatero accedió a acompañar a Calleja por los Picos de Europa. En un principio se iba a subir el Pico Llambrión (2642 m) pero la idea fue desechada por el equipo de seguridad del Presidente del Gobierno, así que se decidieron por el Collado Jermoso.
A finales de agosto salieron desde Posada de Valdeón por Las Colladinas utilizando el atajo de Sedos de Pedavejo, que, según Jesús, dotaba a la marcha de un carácter «más exigente y vertical que obliga casi a una semi-escalada».

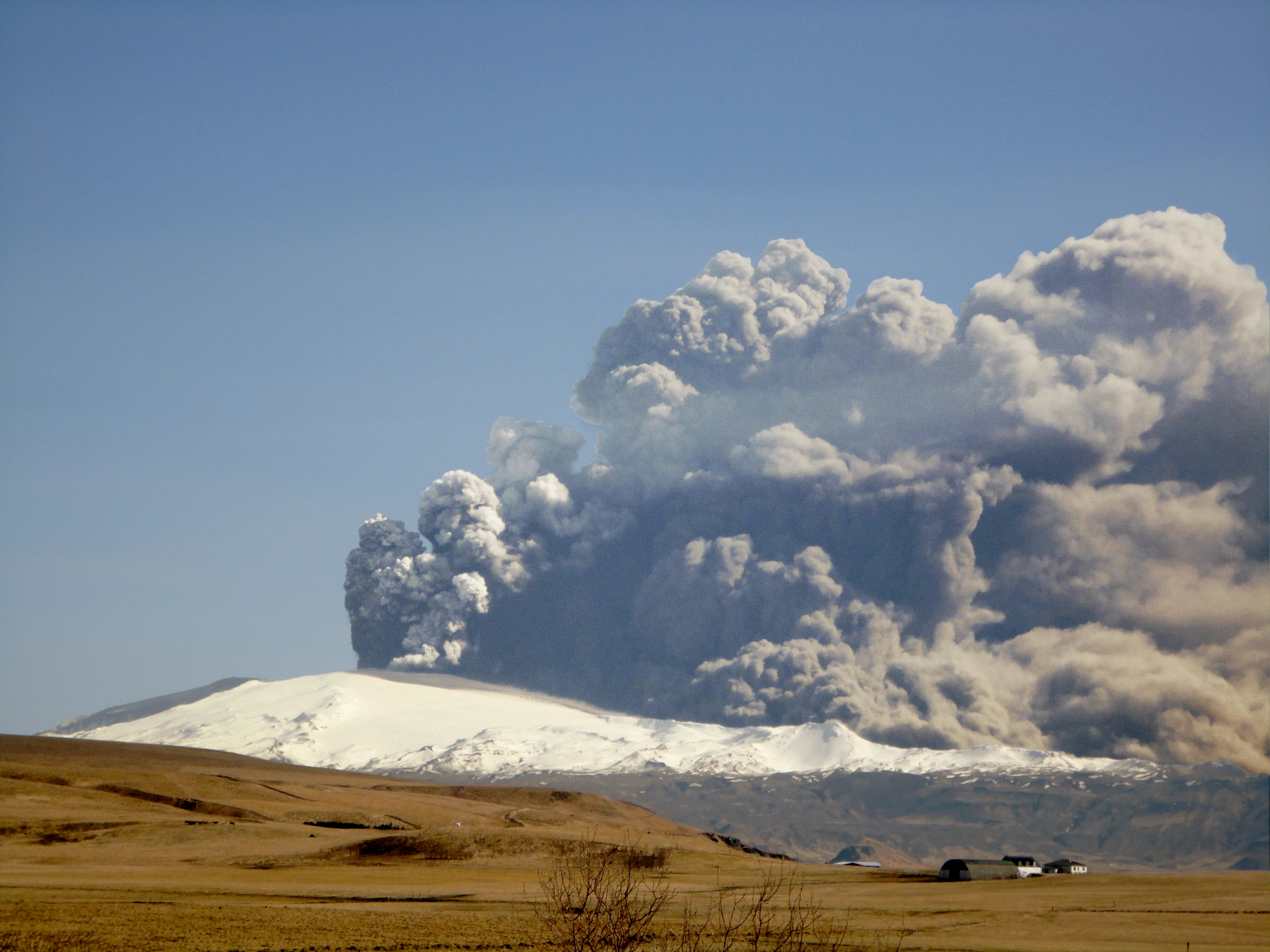
Durante la grabación de uno de los programas, Jesús y su equipo observaron de cerca la erupción del volcán Eyjafjallajökull

A mediados de 2009, inmerso en la grabación de la cuarta temporada de Desafío extremo, se fue junto con Emilio Valdés y Ramón Larramendi a Islandia para realizar una travesía a través de los tres volcanes más activos de la isla. Estando cerca del Eyjafjallajökull, éste entró en erupción provocando una nube de ceniza que obligó a cerrar muchos aeropuertos europeos.
Posteriormente participó en el Rally Dakar, y tras una cuestionable actuación, se vio obligado a retirarse tras la 9.ª etapa, por problemas mecánicos.
En 2010, junto a María March, instructora de buceo en profundidad, con quien protagonizó las expediciones al polo norte, viajó a los Cenotes del Yucatán a ver la estalactita submarina más grande del mundo, al lago Tilicho para sumergirse en aguas glaciares, y a las islas Bahamas y a Sudáfrica, donde bucearon en aguas infestadas de tiburones. También con ella, en 2011, acompañados por espeleobuceadores, en el especial Inmersión radical atravesaron, por primera vez en la historia, los 13,5 kilómetros del mayor sistema subacuático de Europa, que unen la cueva de Sa Gleda con la de Camp des Pou, en Mallorca.
Desde Desafío extremo no dejó la televisión. Primero lo con otro formato de reality coach, con aventureros anónimos, que tuvo diversos nombres: Desafío en Himalaya, Desafío Vertical, Desafío Everest, y Desafío al abismo. 
Finalizada esa etapa, en 2014 estrenó Planeta Calleja, aventuras por el mundo con personajes conocidos, espacio que compagina con Volando voy, serie que desde 2015, pone en valor la cultura y las gentes de los pueblos de España. 
En septiembre de 2024, Mediaset anuncia la renovación de su contrato por tres años más, mientras prepara una serie documental sobre su experiencia como turista espacial con la compañía aeroespacial Blue Origin, para a Mediaset y Prime Video. 
Es la única persona que ha estado en los cuatro puntos más extremos de la Tierra: ha subido a la montaña más alta, el Everest (8.848,86 metros de altitud); ha bajado a la sima Krúbera-Voronya en Abjasia (2.080 metros de profundidad); y ha estado en el Polo Norte y en el Polo Sur.

## Trayectoria en televisión
- Desafío extremo (2007-2014)
- Desafío en Himalaya (2009-2010)
- Desafío Vertical (2011)
- Desafío Everest (2012)
- Desafío en el abismo (2013)
- Planeta Calleja (2014-actualidad)
- Volando Voy (2015-actualidad)
- Calleja en el espacio (2025)
- Universo Calleja (2025)

Además de la serie de programas citada, de la que llevan rodados aproximadamente 50 capítulos en 5 temporadas, y algunos especiales, ha realizado también otros del tipo reality-coach, como Desafío en Himalaya (2009-10), Desafío Vertical (2011), Desafío Everest (2012), Desafío en el abismo (2013),
Planeta Calleja (2014-) y
Volando voy (2015-).
- Sus programas de TV son emitidos por:
  - España: los diferentes canales de TV pertenecientes a Mediaset España (principalmente Cuatro SD/HD, Energy SD y Be Mad HD) y CYLTV SD.
  - Fuera de España en diferentes cadenas de TV de habla en español con las que han llegado acuerdos con Mediaset España Comunicación de América del Norte, América del Centro, América del Sur y Caribe.

En 2023 se anuncia que Jesús será el primer español no astronauta que irá al espacio, gracias a un acuerdo de producción entre Mediaset, Amazon Primer Video y Zanskar. Rodará una docuserie documental sobre la preparación y el viaje en cohete propiedad de Blue Origin, agencia espacial de Jeff Bezos.

## Publicaciones
Ha escrito tres libros: Desafío extremo: aventuras y desventuras por los cinco continentes, Manual del joven aventurero y Si no te gusta tu vida, ¡cámbiala!.
A los 13 años escribió un cuento llamado Argotopotierra, sobre un mecanismo que se sumergía en el interior de la tierra desde León.

## Premios y críticas
Con Desafío extremo alcanzó un éxito notable, siendo uno de los diez programas de entretenimiento en prime time más vistos desde 2009, y en el target comercial de ese año (15,2 %) alcanzó el top 5. Sus programas obtienen aceptación entre el público, aunque tiene detractores entre algunos alpinistas profesionales, a lo que él responde que puede no ser el mejor alpinista o piloto pero lo prueba y disfruta todo.
- 2010: Premio Micrófono de Oro en la categoría de televisión.[28]
- 2016: Premio UEMC al personaje público de Castilla y León que mejor comunica, que entrega anualmente la Universidad Europea Miguel de Cervantes. Lo fue a elección de los directores de más de 50 medios de comunicación de Castilla y León y las presidentas del Colegio de periodistas de Castilla y León y de la Asociación de directivos de comunicación de Castilla y León (Dircom CyL).[29]
- 2017: Premio Iris a la Mejor Producción, a Jesús Calleja y su socia en la productora Zanskar, María Ruiz, por Planeta Calleja. Galardones anuales concedidos por la Academia de la Televisión. [30]
- 2018. Premio Ondas Mejor Presentador. [31]
- 2018: Medalla de Oro de Provincia de León. [32]
- 2018 Medalla de Oro del Ayuntamiento de Léon. [33]
- 2019: Es nombrado Embajador de la Paz 2029, en el New York Summit, concedida por HAC (Hispanic-American Association) a quienes trabajan para mejorar el mundo gracias a un desarrollo sostenible.[34]
- 2019: Premio Antena de Oro, que concede la Federación de Asociaciones de Radio y Televisión de España. [35]
- 2021: Premio Ciudad de Guadix a su programa Volando voy. [36]
- 2021: Premio Premio Turismo de Granada, por Volando voy.

## Incidentes
Aparte del accidente en moto, cuyo resultado fue una rotura múltiple con once fracturas en el hombro y la muñeca partida, y algunas avalanchas sufridas en sendas expediciones al Everest y a los Andes, que estuvieron a punto de sepultarle, durante otro de sus desafíos sobrevolando el río Amazonas en globo, el gas empezó a agotarse, al intentar aterrizar se estrelló sobre el agua volcando la cesta sobre él, y se le enredó una cuerda en el cuello atrapándole bajo el agua unos instantes, aunque pudo salir en el último momento.

## Otros
Se declara gran admirador del naturalista Félix Rodríguez de la Fuente, el explorador Ernest Shackleton y el astronauta Neil Armstrong.
En 2012 inició un proyecto para ayudar a niños nepalíes, y actualmente tiene adoptados a tres de ellos.

## Resultados

### Rally Dakar
| Año     | N.º  | Copiloto           | Categoría | Vehículo | Posición | Etapas ganadas |
| ------- | ---- | ------------------ | --------- | -------- | -------- | -------------- |
| 2011    | #    | Ignacio Santamaría | Coches    | Toyota   | Ret.     | -              |
| 2018    | #391 | Jaume Aregall      | Coches    | Jeep     | Ret.     | -              |
| 2019    | #338 | Eduardo Blanco     | Coches    | Toyota   | Ret.     | -              |
| 2020    | #334 | Jaume Aregall      | Coches    | Toyota   | 30.º     | -              |
| 2022    | #    | Eduardo Blanco     | Coches    | Astara   | Ret.     | -              |
| Fuente: |      |                    |           |          |          |                |